# Arsenikesser
Arsenikesser waren Personen, die regelmäßig kleine Mengen Arsenik zu sich nahmen. Der Gebrauch war vor allem im 19. Jahrhundert in der Steiermark und in Tirol üblich, wo Arsenik unter den Namen Hidrach oder Hittrach, mundartlich für Hüttenrauch, bekannt ist und ein Nebenprodukt bei der Glaserzeugung (in der Glashütte) und Erzverhüttung war. Dieser Begriff ist bis ins Mittelalter zurückzuverfolgen, bereits damals war Arsenik als Stimulans im Gebrauch. Auch aus den Südstaaten der USA sind Arsenikesser, dort als Dippers bezeichnet, bekannt. Der Konsum erfolgte, indem man ein Stückchen in den Mund nahm und es ähnlich wie Kandiszucker lutschte oder indem feingemahlenes Arsenik auf Speck oder Brot gestreut wurde. In Österreich soll der Gebrauch noch bis zum Zweiten Weltkrieg verbreitet gewesen sein.

## Wirkung
In sehr geringen Dosen von ca. 2 mg erzeugt die Einnahme von Arsenik ein Wärmegefühl im Magen. Ursache dafür ist die lokale Reizung der Magenschleimhaut, wie sie auch bei der Aufnahme von Alkohol zu beobachten ist. In dieser Dosierung steigert Arsenik den Appetit und das allgemeine Wohlbefinden. Durch den gesteigerten Appetit nehmen Arsenikesser an Gewicht zu – ein Umstand, den betrügerische Pferdehändler früher nutzten, um mageren, ausgezehrten Pferden durch kleine Arsenikgaben einen gesunden, feurigen Anschein zu verleihen. Vor allem das Haar wurde dadurch schön glatt und glänzend. Ernst von Bibra schreibt in seinem 1855 erschienenen Buch Die narkotischen Genussmittel und der Mensch, dass in Wien Pferde regelmäßig Arsenik bekamen, entweder unter das Futter gemischt, oder indem ein Stoffsäckchen mit der Substanz an die Gebissstange des Zaumzeugs gebunden wurde. Auch Pferde, die Lasten durch das Gebirge transportieren mussten, erhielten Arsenik.
Neben dem leistungssteigernden Effekt scheint auch die Einnahme aus kosmetischen Gründen mitunter eine Rolle gespielt zu haben. So berichtet von Bibra, dass man Arsenik auch für ein gesundes Äußeres nahm. Die mit der Einnahme verbundene Gewichtszunahme entsprach wohl dem Schönheitsideal des 19. Jahrhunderts – eine Wirkung, die sich in Österreich auch Frauen zunutze machten und angeblich bis in die erste Hälfte des 20. Jahrhunderts Arseniktörtchen zu diesem Zweck aßen. Dieser kosmetische Gebrauch scheint aber die Ausnahme gewesen zu sein. Tatsächlich waren es eher Bergbauern und Waldarbeiter, die Arsenik als eine Art Tonikum zur Leistungssteigerung zu sich nahmen.

## Gewöhnung
Arsenik gehört wie Lachgas, Lithium, Bromverbindungen oder Xenon zu den anorganischen psychoaktiven Substanzen. Bemerkenswert ist die Gewöhnung der Arsenikesser an die Substanz. Während normalerweise schon 0,1 g Arsenik oral aufgenommen tödlich sein können, vertragen daran gewöhnte Arsenikesser das Drei- bis Vierfache dieser Menge ohne ernsthafte Vergiftungserscheinungen. Auch wenn der genaue Mechanismus noch nicht völlig geklärt ist, handelt es sich dabei um keine echte Toleranz gegenüber Arsenik. Vielmehr scheint die Aufnahme über Magen und Darm stark reduziert zu sein. So wurden auch bei  Arsenikessern schwere Vergiftungserscheinungen beobachtet, wenn ein Bruchteil der oral verträglichen Menge per Spritze verabreicht wurde.
Die Gewöhnung an oral aufgenommenes Arsenik mag ein Grund dafür sein, dass die Sitte des Arsenikessens überhaupt aufkommen konnte. Bereits im Altertum war die Substanz ein beliebtes Mordgift. Um zumindest einigermaßen gegen Giftmorde gewappnet zu sein, schützte man sich damals durch eine langsame Gewöhnung an die verschiedenen Gifte. Bekannt ist z. B. die Anekdote von Mithridates VI., der sich derart gegen Gifte immunisiert hatte, dass der Giftselbstmord nach seiner Niederlage gegen Pompeius nicht gelang und er sich erdolchen ließ. Vermutlich hatte man durch die langsame Dosissteigerung bei solchen Immunisierungsversuchen erstmals die stimulierende Wirkung von Arsenik entdeckt.
Die plötzliche Absetzung von Arsenik führt zu deutlichen Entzugserscheinungen, die sich in Müdigkeit, Abgespanntheit und Konzentrationsschwierigkeiten äußern.